# Holmsunds kyrka

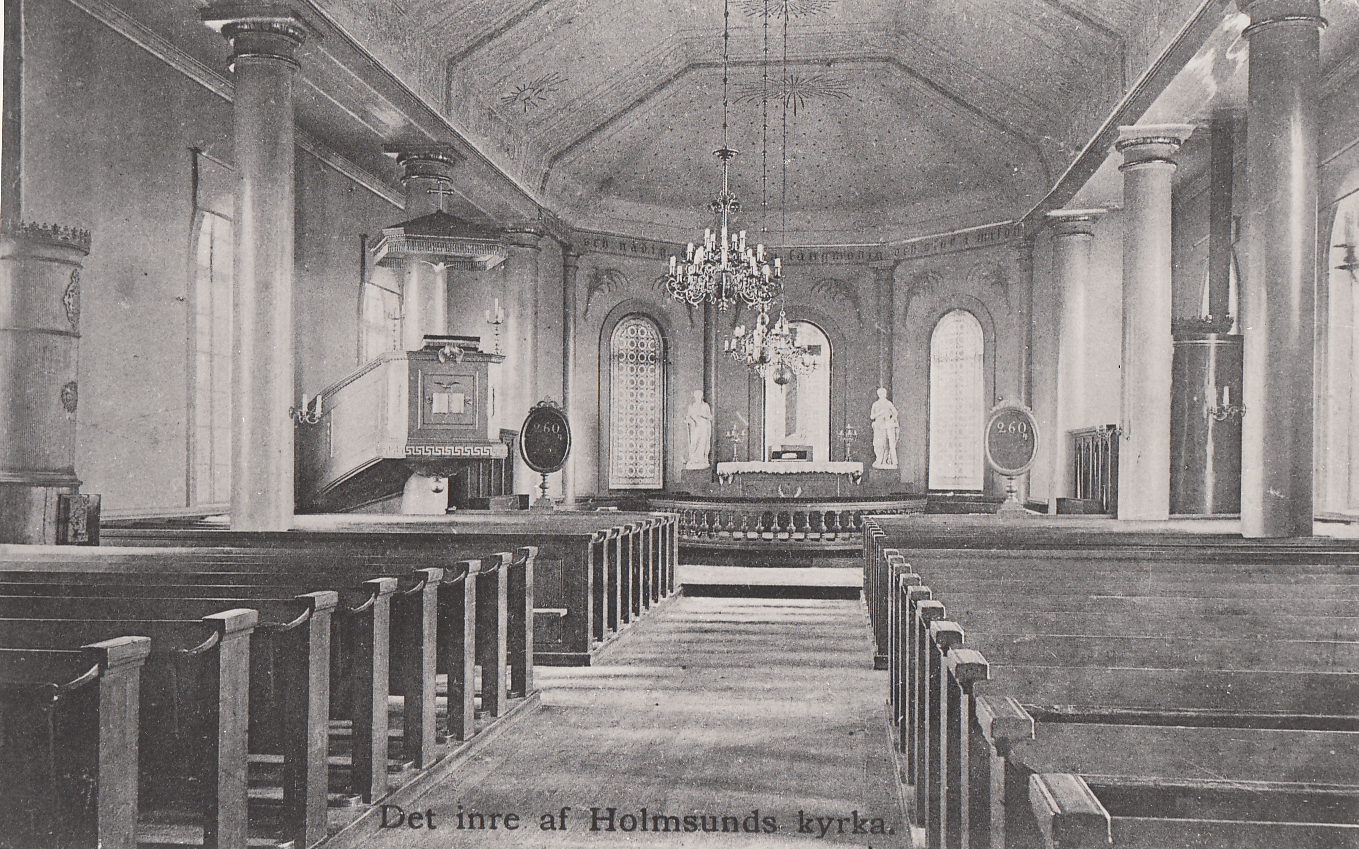
Interiör från Holmsunds kyrka, cirka 1897

Holmsunds kyrka är en kyrkobyggnad i Holmsund. Den tillhör Holmsunds församling i Luleå stift. Kyrkan uppfördes som brukskyrka 1863 efter ritningar av komminister Johan Anders Linder åt James Dickson & Co i anslutning till deras sågverk. Kyrkan ligger på Västerbacken som är ett välbevarat arbetarbostadsområde från mitten av 1800-talet och som ursprungligen var Baggböle sågverks lastageplats. Kyrkan överlämnades som gåva till församlingen 1917.

## Kyrkobyggnaden
Byggnaden är en treskeppig hallkyrka i trä med sadeltak och ett västtorn. Sakristia tillkom 1920 och 1986 gjordes en ny tillbyggnad för församlingsverksamhet. 1954 och 2005 genomfördes omfattande renoveringsarbete. Förutom ritningar utförde prästen Johan Anders Linder även de träsniderier som pryder predikstol och läktare. De invändiga målningarna utfördes av Torsten Nordberg 1954. 

## Orgel
- 1874 byggde orgelbyggarfirman E. A. Setterquist i Örebro en orgel med 8 stämmor och en manual. Orgeln fick berömmande betyg av besiktningsmannen för det välgjorda arbetet och ton. Orgeln betalades av sågverksägaren James Dickson i Göteborg.
- 1969 byggdes nuvarande läktarorgel av Grönlunds Orgelbyggeri i Gammelstad.

| Man I. Huvudverk | Man II. Bröstverk (sv) | Pedal        | Koppel |
| ---------------- | ---------------------- | ------------ | ------ |
| Principal 8'     | Gedackt 8'             | Subbas 16'   | II/I   |
| Rörflöjt 8'      | Principal 4'           | Gedackt 8'   | II/P   |
| Oktava 4'        | Rörflöjt 4'            | Oktava 4'    | I/P    |
| Spetsflöjt 4'    | Waldflöjt 2'           | Nachthorn 2' |        |
| Oktava 2'        | Cymbel 2 chor          | Fagott 16'   |        |
| Mixtur 4 chor    | Dulcian 8'             |              |        |
| Trumpet 8'       | Tremulant              |              |        |